# Ludwig Czimatis
Ludwig Heinrich Christian August Czimatis (* 26. Januar 1861 in Schloss Wittgenstein; † 21. November 1942 in Bottrop) war ein deutscher Sozialpolitiker und Wegbereiter des Arbeitsschutzes.

## Leben
Nach dem Besuch der Schule in Laasphe und Barmen studierte Ludwig Czimatis an der Polytechnischen Schule in Aachen Chemie. 1879 wurde er dort Mitglied im Fachverein der Chemiker und Hüttenleute, dem späteren Corps Montania. 1882 wurde er von der Universität Tübingen – die Aachener Hochschule erlangte erst 1899 das Promotionsrecht – zum Dr. phil. promoviert. Anschließend war er als Betriebschemiker und Betriebsleiter in verschiedenen Werken, davon fünf Jahre in Oberhausen tätig. Ende 1891 trat er in den Preußischen Gewerbeaufsichtsdienst ein, in dem er zunächst in Oppeln und als Gewerbeinspektor, Leiter des Gewerbegerichts und Vorsitzender des Schiedsgerichts der Sozialversicherungen in Kattowitz wirkte.
1899 wurde er in Solingen Gewerberat und Vorsitzender des Gewerbegerichts. Hier erreichte er durch sein Engagement eine nachhaltige Verbesserung im Arbeitsschutz und den gesundheitlichen Verhältnissen der Solinger Metallarbeiter. 1908 wurde er in Breslau zum Regierungs- und Gewerberat und Staatsrat bei der Schlesischen Handwerkskammer ernannt. Nebenher hielt er im Fachhochschulzweig der Universität Breslau Vorlesungen über Gewerberecht.
1921 wurde Czimatis als Oberregierungsrat in das Berliner Polizeipräsidium berufen sowie zum Mitglied der dem Handelsministerium angegliederten Technische Deputation für Gewerbe und des Prüfungsamtes für Gewerbeaufsichtsbeamte ernannt. Von 1923 bis zu seiner Pensionierung 1927 war er als Oberregierungs- und Gewerberat bei der Bezirksregierung Düsseldorf tätig. Danach war er noch als beeidigter Sachverständiger der Industrie- und Handelskammern Düsseldorf und Solingen gutachterlich und beratend tätig.
Czimatis erwarb sich große Verdienste um die Weiterentwicklung des Arbeitsschutzes. Insbesondere setzte er sich dafür ein, dass Arbeitgeber und Arbeitnehmer in gemeinschaftlicher Verantwortung für Gewährleistung und Verbesserung des Arbeitsschutzes einzutreten hätten. Er war der Verfasser zahlreicher Aufsätze über Arbeitsschutz und Betriebssicherheit.

## Auszeichnungen und Ehrungen

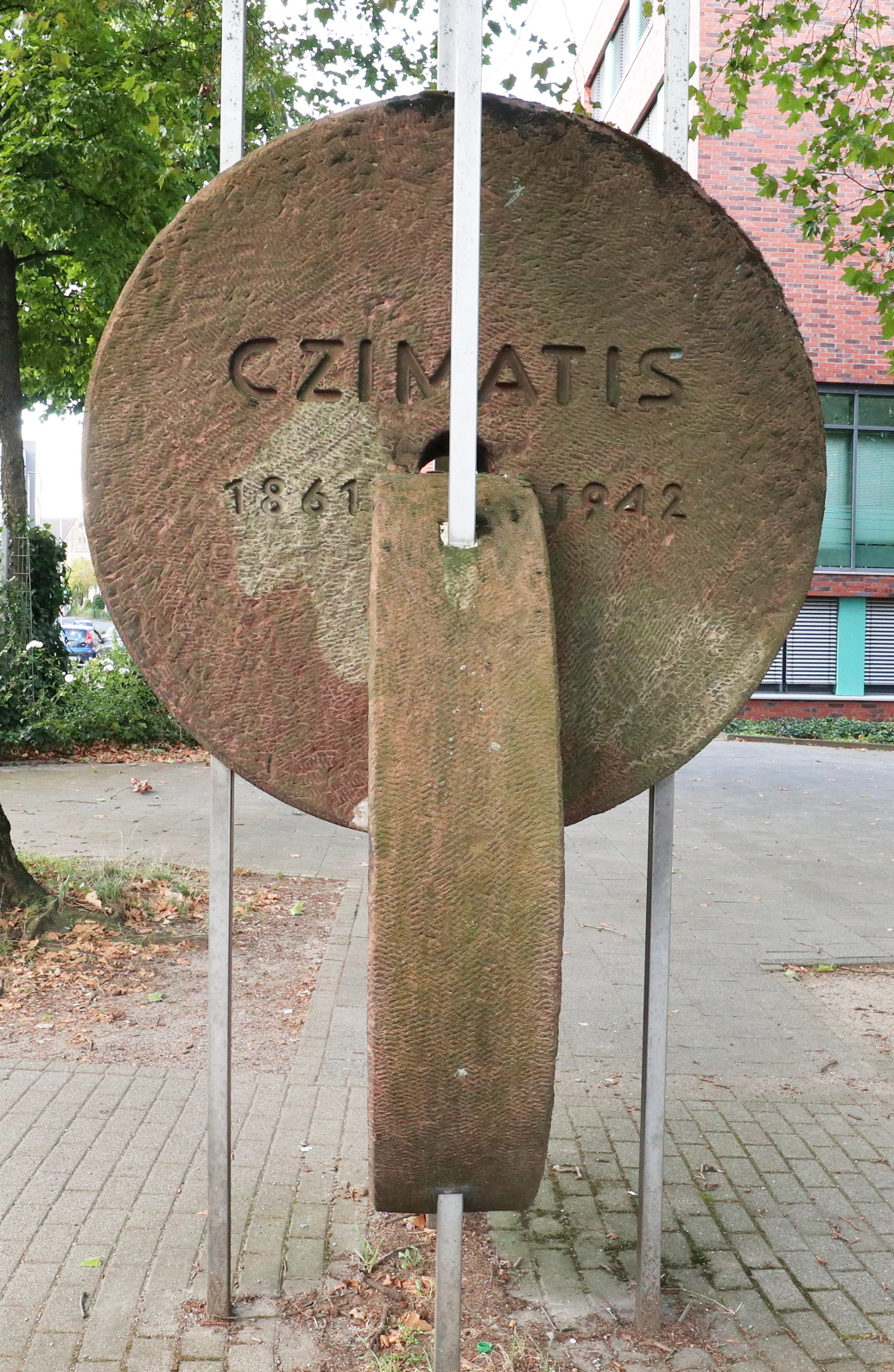
Czimatis-Denkmal (1961) von Ernst Oberhoff in Solingen

- Ernennung zum Geheimen Regierungsrat[1]
- Verleihung des Roten Adlerordens 4. Klasse, 1911
- Verleihung der Silbermedaille der Handwerkskammer Breslau, 1921
- Dank der Stadt Breslau für die Sicherstellung der Kohleversorgung im Ersten Weltkrieg
- Die Stadt Solingen errichtete 1961 zur Erinnerung an Ludwig Czimatis anlässlich seines 100. Geburtstages an der Einmündung der Wupperstraße in die Goerdelerstraße ein Denkmal, eine Skulptur zweier ineinander greifender, von einem aus Vierkantrohr gefertigten Stahlgerüst gehaltenen Schleifsteine. Die Örtlichkeit erhielt 1978 den Namen Czimatisplatz.

## Schriften
- Zur Kenntniss der gemischten tertiaeren Phosphorbasen und über Phosphorbenzbetain, 1882
- Über gemischte, aromatische, tertiäre Phosphine und die Verbindungen derselben mit Schwefelkohlenstoff, 1882
- Die Zinkindustrie, 1890
- Über die Industrie Oberhausens, 1892
- Erhebungen über gewerbliche Kinderarbeit in Remscheid, 1902
- Über das Kinderschutzgesetz, 1908
- Empfiehlt es sich, auf die Anstellung sogenannter Fabrikpflegerinnen hinzuwirken?, 1910
- Erweiterung des Arbeitnehmerschutzes und Ausbau der Gewerbeaufsicht, 1922

Er verfasste die Kapitel Metall- und Maschinenindustrie und Zinkgewinnung im Handbuch des Arbeiterschutzes und der Betriebssicherheit, Band 3, 1928. (Herausgeber: Friedrich Syrup)